# كيناز عنقودية

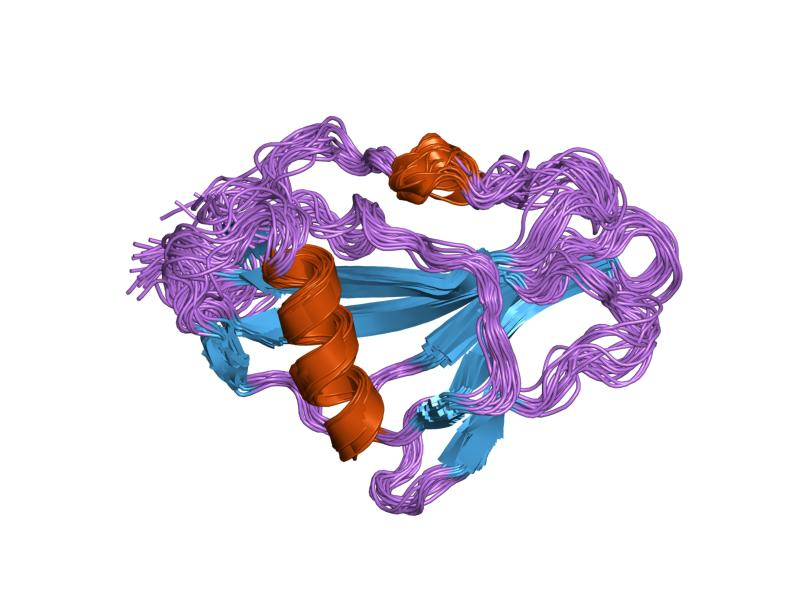
كيناز عنقودية

كيناز عنقودية (يعرف أيضاً بحالة الفبرين (فيبرينوليزين)العنقودية أو عامل مولر) وهو بروتين يفرز من العنقودية الذهبية، ويحتوي على 136 حمض أميني، وكتلتة الجزيئية 15 كيلو دالتون.
يتم تصنيع هذا الإنزيم في المراحل الأخيرة من الطور الأسى. وهو يشابه إنزيم ستريبتوكيناز. ويُنظم إيجابيًا بواسطة منظم الجينات آجر.
يعمل على تنشيط مولد البلازمين ليتحول إلى بلازمين والذي بدوره يقوم بهضامة جلطات الفيبرين. هذا يمزق شبكة الفيبرين مما يساعد على انتشار العدوى.
يتفاعل كيناز العنقودية مع مولد البلازمين لتشكيل معقد بنسبة 1:1 يعرض الموقع النشط  لجزيء مولد البلازمين.
يتم تحييد معقد البلازمين ساك بواسطة ألفا2 مضاد البلازمين في البلازما في غياب الفبرين مما يؤدي إلى الانحلال.
بينما في حالة وجود الفبرين يتأخر التثبيط مما يخلق آلية فريدة لانتقائية الفبرين في البلازما.
أيضاً يعمل إنزيم كيناز العنقودية على انقسام الجلوبولين المناعي جاما ومكونات المتممة، ويثبط عملية البلعمة.

## بنيان
يقدر الطول الكامل للحمض نووي ريبوزي رسول للكيناز العنقودية ب 489 قاعدة بيبتيدية، و أول 27 حمض أميني ترمز إلى البيبتيد الإشعاري المشتق من البروتين الناضج.
ربما لا يوجد تطابق أو يوجد القليل من التطابق في التركيب الأولي للكيناز  العنقودية وبين المنشطات الأخرى لمولد البلازمين. ولكن يوجد العديد من المتغيرات الطبيعية لهذا الإنزيم مثل ساك 42 د، ساك ج، ساك ستار،
وهذه المتغيرات لديها أربعة اختلافات في النيوكليوتيدات في منطقة الترميز مع طفرة صامتة واحدة، والرامزات المتأثرة هي الأحماض الأمينية رقم 38, 61, 63, 70 في كيناز عنقودية كامل الطول.
*الحمض الأميني رقم 38 هو ليزين.
*الحمض الأميني رقم 61 هو السيرين في ساك ستار، الجليسين في ساك ج، والارجنين في ساك42 د.
*الحمض الأميني رقم 63 هو الجليسين في ساك ستار و ساك ج ولكن الارجنين في ساك 42 د.
*الحمض الأميني رقم 70 هو هيستيدين في ساك ستار، و ساك ج، بينما هو الارجنين في ساك 42 د.
بحيث يكون التركيب النهائي الناضج لهذا الإنزيم بتكون من 163 حمض أميني طولي الشكل، ويحتوي على طياتين من نطاق البروتين لهما نفس الحجم، والمسافة من مركز الجاذبية بين الطياتين تقدر ب 3.7 نانومتر، بينما في المحاليل يختلف مكان كلا من الطياتين ويتحول الي شكل ثقالات الحديد.